# Струганик
Струганик је насеље у Србији, у општини Мионица, у Колубарском округу. Према резултатима пописа становништва из 2011. године, насеље је имало свега 204 становника, док је према попису из 2022. године имало 144 становника. Према подацима пописа из 1991. године, у селу је живело 290 становника.
Село је смештено у оном делу области Колубара где Ваљевске планине замењују њене питомине и равнице. Развило се по теменима кȏсӣх које су широка развођа између изворишних кракова река Рибнице и Топлице. Струганик лежи под планином Маљен, а најстарији помен његовог имена везује се за 1737. годину.
Током своје историје, Струганик је био место неких важних догађаја за националну историју. У Првом светском рату, његов најпознатији мештанин — војвода Живојин Мишић — командовао је битком чији се један од епицентара налазио на територији села; битку је извојевао. Током Другог светског рата, село је било место неуспелих преговора равногорских четника и партизана, што је био увод у крвави грађански рат. Такође, овде су Немци зиме 1941. покушали да заробе вођу равногорског покрета генерала Драгољуба Михаиловића, што им није успело; међутим, зато су заробили Александра Мишића, другог знаменитог мештанина села, Живојиновог сина и важног равногорца. Велики број мештана села је у оба рата давао животе у српској војсци и у оба најмасовнија покрета отпора.
Струганик је — осим због своје историје — познат и по мајданима литографског камена који се овде јавља у моћним наслагама. Најпознатији декоративни камен западне Србије, чија је експлоатација почела још у 18. веку, коришћен је при облагању бројних знаменитих грађевина, међу којима је најзнаменитија Бечка државна опера. У селу је смештен спомен-музеј — родна кућа војводе Живојина Мишића, споменик културе од великог значаја.

## Етимологија
Према Списку насеља Палешког округа из 1737. године, наводи се да је име села везано за посебну врсту литографског камена — шкриљца — ког мештани зову струганик, јер је „као струган” сложен по слојевима. Други извори пак наводе да је име дошло од бројних стругара (пилана) који су резали дрво из ондашњих шума између Станине реке и речице Копљанице. Такође, није немогуће ни да је назив села везан и за камен тоциљак с брда Баћенца.

## Географија

### Положај и тип села
Струганик је село у општини Мионица, смештено у северној подгорини Маљена. Развио се по теменима кȏсӣх које представљају широка развођа између изворишта кракова река Рибнице и Топлице. Село не лежи непосредно под Маљеном, него нешто северније; под самом планином је друго село карактеристичног назива — Планиница. Ипак, атар села је брдско-планински и површине је 961 хектара. Простире се углавном у висинској зони од 360 до 460 метара. Село је смештено у брдско-планинском рејону општине. Налази се 9 километара југоисточно од Мионице, тј. 10 путем преко Разбојишта, 5 километара од Бање Врујци, а 100 километара од Београда.
- Струганик - панорама
- Струганик - панорама
- Струганик - панорама
- Струганик - панорама
- Струганик - панорама
- Струганик - панорама
- Струганик - панорама
- Струганик - панорама
- Струганик - панорама
- Струганик - панорама

До Струганика је могуће доћи преко укупно седам прилаза, у зависности из ког дела западне Србије се прилази. Један прилаз Струганику је са Ибарске магистрале у Жупањцу, преко Боговађе, Доње Топлице и Мионице. Други прилаз је такође са Ибарске магистрале, али из Љига, преко Горње Топлице до Разбојишта у Попадићу, где се скреће и путује још 8 километара. Могућ је и прилаз са пута Београд—Ваљево, односно пруге Београд—Бар, из Диваца, преко Мионице до Разбојишта, али и од Ужица преко Дивчибара, Мионице, Разбојишта, па и Чачка и Горњег Милановца, као и преко Равне Горе и Планинице. Од Разбојишта до Струганика се иде асфалтним путем по кȏсōј која дели речицу Рибницу од потока Копљаница.
Струганик је сеоско насеље разбијеног типа на долинским странама Копљанице, између висова Петковача (436), Гвозденац (455) и Говеђе брдо (473). Старо село је било код извора Баћенца, па се потоњим деобама и досељавањима померало на север и насељавало око Копљанице и изнад Рибнице, на самој кȏсōј-вододелници, око широког асфалтног пута Мионица—Планиница—Равна гора. Средиште села ни данас нема изглед ушореног насеља. Ту је бивши задружни дом и неколико сеоских кућа.
Село се дели на џемате који носе имена по највећим и најпознатијим сеоским породицама: Мишићи, Шутуљићи, Каљевићи, Мачури, Арнаутовићи и други.

### Рељеф
Значајнија узвишења су Петковача и Перово брдо над реком Рибницом, Баћенац и Криве стране до Планинице и Говеђе брдо до Берковца. Поред ових, значајна узвишења у селу су и Павлово брдо, Вуковача и Гвозденац. Геолошки састав чине секундарне стене од којих на источној страни преовлађују пешчари, а на западној литографски камен који се овде јавља у моћним наслагама.
Земља је посна, сува и песковита, те није за било какве усеве, ако се не нађубрава. Мало плодније земље је низ Копљаницу, по Баћенцу и Говеђем брду, због чега се мештани спуштају у долину Рибнице и Топлице те ту купују или закупљују имања, како би гајили житарице и друге ратарске културе. Ливада и пашњака је мало, а налазе се до Планинице или по планинским врховима који улазе у ово село.
Геодетска управа општине Мионица, у својим подацима из 1994. године, наводи да је од 961 хектара струганичке земље само 34 хектара било неплодно. Под шумом се налазило још 312 хектара, док је све остало обрадиво земљиште и то: њиве 274, воћњаци 79, ливаде 179 и пашњаци 82 хектара. Осим Петловог брда, чије су падине изнад Рибнице кршевите, сва друга брда су пошумљена. Најлепше струганичке шуме су на Церовој кȏсōј и Кривим стенама, у којима доминирају храст, буква, јасен и бреза.

#### Баћенац
Средокраћа између Мионице и питомине Колубаре и Сувобора је брдо Баћенац, надморске висине 622 метра. На овом брду се налазе каменоломи пешчара, или како Струганичани кажу — тоциљака. Они су, углавном, у поседу породице Поповића. Овај камен се користи за израду стубова, тоцила, корита, споменика, фасадних облога и сл. (в. каменорезање). Овај камен се све више користи и у путној привреди. Ово брдо је још познатије по историјским догађајима који су се овде одиграли за време Првог светског рата (в. историја).

### Хидрографија
| „ | Војводина вода | ” |

Извора у селу је доста. У кориту Рибнице, под Перовим брдом, налазе се три јака извора која после краћег тока падају у Рибницу. Један је познат по називом Хајдучка чесма, а други Бубиљо, док је трећи испод бившег Мишића летњиковца. На самом Перовом брду налазе се три јака извора: Арнаутовића вода, Каљевића и Мишовића (Мишића) бунари. Поред ових наведених, у познате сеоске изворе убрајају се и: Мачурска чесма, Милутиновића чесма, Поповића чесма, Станишића чесма, Марковића чесма те и извори Орловац, Бела вода и Близанци.
Испод узвишења Криве стране и Баћенца, где је и највише сеоских кућа, налазе се три јаке чесме од којих настаје речица Копљаница, која тече на север и представља изворишни крак реке Топлице. На Баћенцу постоји и веома јак извор чија вода отиче кроз Церову кȏсӯ у Плаженичку реку, која тече са источне стране села. На овом брду је и извор Лазов гроб.
Једним делом, ивицом села тече река Рибница. У близини засеока Мишићи састају се изворишни краци Топлице и својим наносима стварају поширу „луку”, познатију под именом Рибница, чији се већи део налази на атару села Паштрић. На том месту, надморска висина је само 256 метара.

##### Понори Копљанице
У горњем току Копљанице, у атару села, налазе се два понора која су смештена у самом речном кориту. Први је на надморској висини од 322 метра, а други — лоциран око 300 метара низводно — на висини од 308 метара. Вода која понире на првом извору појављује се на извору удаљеном око 100 метара, на левој обали речице, и то на надморској висини од 117 метара. Вода са другог понора појављује се на извору у кориту Копљанице на висини од 300 метара, као и на изворчићу код Стајине пећине.
Имајући све то у виду и узимајући у обзир и тврдње мештана, Милорад Радојчић у својој књизи Завичај војводе Мишића — где се описује односна појава — закључује да Копљаница нема губитка воде ни према сливу Рибнице, ни према сливу Берковачке реке. Насупрот томе, с леве стране (према сливу Рибнице) прима седам извора (од којих су четири поред речног корита, док су три виша од корита), што показује да је хидролошка вододелница између сливова Копљанице и Рибнице висока, вероватно на кречњачкој греди која раздваја поменуте сливове.

## Историја

### Настанак
Према народном предању, село је почело да се насељава почетком 17. века, а најстарији помен о селу везује се за 1737. годину када се оно уврштава на Списак насеља Палешког округа. Године 1890, Струганик је био у саставу новоформиране Планиничке општине, док је касније био углавном у саставу Горњотопличке општине, среза колубарског. Надлежни суд је такође био у Горњој Топлици.
Први помен села је забележен у турском попису (тефтеру) за хиџретску 934. годину, тј. 1527/1528. годину по садашњем рачунању времена.

Транскрибован на модерни турски, са османске арабице, унос са 211. странице тефтера TD 144 је гласио овако:
İstruganik karye, Valyeva nahiye — Село Струганик, Нахија Ваљево
Историја села памти бројне Струганичане који су се борили и падали у ратовима које је Србија водила током 19. и 20. века. Тако је остало забележено да је Ђука Каљевић погинуо на Лешници 1813. године. Борац V пешадијског пука краља Милана, Драгиша Пауновић, умро је у болници у Власотинцу 1885. године. За њега је војвода Мишић написао да је „мирнодопски шкарт”.

### Први светски рат
Током балканских ратова (1912—1913) и Првог светског рата (1914—1918), живот је изгубило чак 58 мештана села. Међу страдалима је највише припадника породице Мишић, чак 13. Ако се овоме придодају и настрадали из сродничке породице Каљевића (којих је 8), може се закључити да су скоро половина настрадалих Мишићи. Овај податак је пак и сведочанство о принципијелности војводе Мишића који није правио разлике међу ратницима и није хтео да штити своје сроднике; штавише, често их је терао у прве линије борбе.
Брдо Баћенац, познато по мајдану литографског камена, у Првом светском рату је постало још познатије — као „браник историје”. Током Колубарске битке, брдо је било поприште жестоких сукоба српске и аустроугарске војске. У току истог дана, прелазило је више пута из једних руку у друге. Са њега је Мишић са својим штабом пратио и ток Колубарске битке те се стога код неких аутора наводи да је још „на њему одбранио мирис свога дома и част Србије”. На брду се још увек могу препознати три транше ровова, а мештани су још годинама касније изоравали гранате, каписле, лако наоружање и другу војну опрему.
Писац Добрица Ћосић овековечио је брдо у свом роману Време смрти, погрешно га називајући „Баћинац”. Остало је забележено да је српска војска одавде натерала Аустроугаре у бег:
| „ | Тада су њихови официри бацали униформе, скидали чинове, секли опасаче, бежали к’о жене и питали мештанке — Кажи стрина где је Дрина? —, не били се дочепали њених обала и пребацили на другу страну. | ” |

Поред бројног страдања, Први светски рат је у историји села оставио још две немиле епизоде. Наиме, током аустроугарске окупације Србије бројни мештани су одређивани као таоци, али и интернирани у аустроугарске логоре. 1916. године, Среско војно заповедништво у Мионици сачинило је спискове угледних особа из Колубарског среза на основу којих су одређивани таоци и вршена интернирања у логоре Нежидер, Ашах, Нађмеђер, Матхаузен, Грин, Браунау, Цеглер и друге. Само те 1916, из колубарског среза интернирано је више стотина особа, а Струганик се посебно нашао на удару из кога је интернирано 16 особа (мушкараца). Све ово упућује да нема дилеме да је окупатор знао порекло војводе Живојина Мишића када је састављао спискове.
Други трагичан догађај везан за Први светски рат у Струганику јесте био тежак злочин који се догодио у кући Лазара Станишића, бившег окружног посланика. 5. маја 1918. године, група разбојника — предвођена Светиславом Р. Ускоковићем из Планинице — који су се представили као „српске комите”, напала је Лазареву кућу. Петнаестогодишњи дечак Драгољуб Марковић је у то време, приморан због немаштине услед смрти оца, служио у овој кући. Чувши за долазак разбојника, газда куће се сакрио у оџак, док се дечко крио иза кућних врата. Приликом преметачине куће, разбојници су открили дечака. Пошто су тражили Превислава, домаћиновог сина и тадашњег благајника општине у Дучићу, помислили су да је то дечак и заклали га на прагу куће. Кад је Лазарева жена Стојанка закукала, хајдуци су припуцали и погодили је у руку. Исте ноћи хајдуци су напали и кућу Милорада Поповића из села, те Јеврема Ристовића из Паштрића, притом починивши сличне злочине. За овај злочин аустроугарске окупационе власти на име надокнаде исплатиле су 4.575 круна, док су починиоце открили и оштро казнили.
Пред Други светски рат, председник општине је био Владан Радојичић, који је намеравао да се уреди Мишићев музеј, па и да село промени име у Мишићево.

### Други светски рат и пораће
Струганик је током Другог светског рата у Југославији (1941—1945) и грађанског рата који се водио међу Србима (1941—1946) био поприште неких битних догађаја у историји обеју ових упоредо вођених сукоба. Првенствено је то било као место сусрета генерала Драгољуба Михаиловића и Јосипа Броза Тита, двојице вођа двају највећих покрета отпора у рату у Југославији, али касније и као место епизоде између Немаца и равногорских четника током „операције Михаиловић” у покушају да се генерал Михаиловић зароби, а све када је ухваћен Александар Мишић, значајна личност ЈВуО-а. Само село и његови мештани такође су учествовали у грађанском рату, и на једној и на другој страни.

#### Сусрет Тита и Драже
До сусрета Драже и Тита је дошло 19. септембра 1941. године, у летњиковцу Мишића у клисури реке Рибнице, а не како се — погрешно — често у литератури наводи „у Мишићевој родној кући”. Наиме, војводина супруга Лујза је, након мужевљеве смрти, заједно са синовима 1937. године саградила овај летњиковац, посебно уз помоћ најмлађег Војислава, инжењера хортикултуре. Из овог летњиковца су лета 1941. отишли војводини синови Александар и Војислав, први на Равну гору у четнике, а други у Робаје у партизански одред. Сусрету су осим поменуте двојице вођа присуствовали Александар Мишић, Драгиша Васић и пуковник Драгослав Павловић, односно Милош Минић, Војислав Рафаиловић и Обрад Стефановић. Разговор страна се тицао заједничке борбе против Немаца, организације власти у местима где би се обе војске нашле истовремено те расподеле заплењеног оружја. Договорена је заједничка борба тамо где је могућа, могућност слободног опредељивања народа којем покрету жели да приступи, као и равноправна подела ратног плена. На темељном, начелном нивоу, није дошло до договора. Вођа комуниста Тито је поставио два захтева: 1. наставак фронталне борбе против Немаца одмах, без икаквих одлагања; 2. захтев да Михаиловић уђе у састав Врховног штаба НОПО као његов начелник, под његовом врховном командом. Михаиловић је оба ова захтева одбио и изнео своја два захтева: 1. да се борбе наставе као герилске акције; 2. да се партизански одреди ставе под његову непосредну команду. У преговорима је истакао да су Немци веома јаки и указао на шире ратне констелације — незадрживу пенетрацију Немаца у Совјетски Савез, немогућност западних савезника за веће војне операције, као и чињеницу да ће Немци вршити бруталне одмазде и покољ ненаоружаног становништва. Преговори су осим немогућности споразумевања приказали још пар дугих феномена. Од занимљивости везаних за историју села, значајан је податак да су током трајања разговора — два мештана села била ангажована на стражарским задацима; били су то Аксентије Арнаутовић и Стеван Каљевић, који су претходно радили на одржавању летњиковца.
Након састанка који је Сергеј Живановић означио као „надмудривање док једна страна не постане јача”, оба покрета су се „бацила на трчање од села до села, држање говора, уписивање људства у спискове и издавање легитимација”. Крвави братоубилачки рат у Србији почео је у јесен 1941. године. Сам летњиковац су касније спалили Немци у потери за Михаиловићем. Данас се назиру само остаци зграде.

#### „Подухват Михаиловић”
Други битан догађај који се везује за село Струганик током Другог светског рата је покушај немачког заробљавања генерала Михаиловића током „подухвата Михаиловић” јер је овај обитавао у родној кући војводе Мишића у селу, а приликом кога су заробљени Александар Мишић и Иван Фрегл, две важне личности равногорског покрета. Немци су „Подухват Михаиловић” започели 6. децембра 1941. ослањајући се искључиво на своје јединице, због неповерења у Недићев војни апарат. Рано ујутру, јединице 342. дивизије надиру са четири стране. Први удар је изведен на родну кућу Мишића, јер је обавештајна служба прикупила податке о Михаиловићевом кретању тј. обитавању у Струганику. О покушају заробљавања тог дана постоји више, углавном усаглашених сведочанстава. Према исказу потпоручника Павла Мешковића, Михаиловић по пријему информације о немачком нападу 5. децембра, издаје последња упутства и наређења и одлази код Александра Мишића, за Струганик. Сутрадан, у саму зору, Немци се појављују у кафани, непосредно уз Мишићеву кућу. Мешковић надаље пише:
| „ | Заробљавају пратњу, а затим у развијеном строју почињу да се спуштају литицом у правцу Мишићеве куће. Нико у кући и не слути о блиској опасности. Наредник Ђура (Станковић) који је изашао у двориште да види што се камење руши литицом, улетео је и викнуо: Немци! Чича са ранцем искаче кроз прозор. Имао је само толико времена да викне осталима у кући: За мном! Мајори Мишић, Иво Фрегл и Захарије Остојић такође скачу кроз прозор. Ђура излази на задња врата и хвата један пропланак. До пропланка није ни стигао: један рафал обара овог младог јунака из Босне. Аца Мишић, тешки реуматичар и срчани болесник, није могао да трчи. После неколико стотина метара, Мишић посустаје и виче: Дражо ја не могу даље! Ја морам да паднем у руке непријатељу! Мајор Фрегл, иако најмлађи и најздравији, долази пред Чичу и моли га да остане са својим командантом. Чича се братски љуби са обојицом, па одлази низ поток са осталима. Неколико минута доцније, прва група Немаца из потере, наилази на Мишића и Фрегла. Видевши их обојицу у официрској униформи, питају није ли један од њих Дража Михаиловић. Мишић иступа, показује на своје груди и каже одлучно: Ја сам Дража Михаиловић | ” |

Причу о оваквој предаји Мишића какву је описује Мешковић, оповргавају немачки документи, па тако Штаб 342. дивизије кратко наводи:
| „ | Дивизији је јављено да је главни Михаиловићев стан у Струганику. После краће борбе, заробљен је мајор Александар Мишић, а Михаиловић је побегао. | ” |

Ако је веровати овом извору, отпада верзија о томе да се Мишић представио као Михаиловић, што се вероватно може протумачити као једна од уобичајених ратних легенди. Никола Кордић, пак нешто другачије описује догађај од Мешковића. Његови наводи се више поклапају са немачким извештајем:
| „ | Ми који смо били у извидници, одмакли смо се можда неких 80 метара, кад пред нас дотрча сав задихан поручник Тома Мишић. Прво му је било да упита: „Где је Чича?” Кад смо му казали да је ту, он се ухвати за главу и рече: „Па шта ћемо сад? Немци су испред нас на 50 метара!” Ми смо га послали да извести Чичу, а ми ћемо сачекати наређење. Тома је једва био успео да стигне до Чиче и каже каква је ситуација, кад са десне стране загрокташе машинке и зачуше се узвици: Халт! Немци беху приметили жандармеријског поднаредника Ђуру Вујиновића, иначе командира пратње Аце Мишића који беше пошао на десну страну у извидницу. У том тренутку Дража је скочио у једну јаругу, а за њим и мајор Остојић. На себе су навукли нешто грања да би се маскирали. Мајори Мишић и Фрегл, са неколико пратилаца, као и Мишићев брат Воја, нису се хтели склањати. Пошто је Аца говорио немачки, он је намерно хтео да се преда, како би се Немци задовољили. Кад су се Немци сручили на њих, одмах су почели да питају ко је од њих Михаиловић, јер су обојица били маркантни, са шињелима виших официра, чији су ревери били црвени. Аца их је убеђивао да је Дража на Руднику, у борби против партизана, а они су климали главама и наредили покрет у правцу Баћинца. | ” |

Након заробљавања, Немци су Мишића и Фрегла спровели у Ваљево. Према сећању супруге Ивана Фрегла, Милице Фрегл, на првом суђењу 15. децембра обојица су осуђени на заробљеништво:
| „ | Али, на несрећу, истог дана од Гестапоа из Љубљане добили су писмо да је мој супруг организатор тамошњег покрета отпора и захтевали да буде стрељан. И син маршала Поћорека, такође је послао захтев да се син војводе Мишића стреља. Сутрадан, 16. децембра, поново су изведени пред суд и осуђени на смрт. | ” |

Милорад Радојчић наводи да је Александрова мајка Лујза — пореклом Немица — интервенисала код команданта града, али безуспешно. Фрегл и Мишић су стрељани на брду Крушик у Ваљеву, 17. децембра. О заробљавању и стрељању двојице сабораца, Михаиловић је 7. јануара 1942. године обавестио владу у Лондону и замолио да се обојица одликују — Мишић Карађорђевом звездом III реда са мачевима, а Фрегл истим орденом IV реда. Навео је такође да се за овај случај Јован Шкава (самозвани „војвода колубарски”), Нешован Папић из Мионице и Богдан Брајевић јавно ожигошу као народни издајници.

#### У даљем току рата и касније
Интерпретација историје села још увек не даје истоветан одговор на питање ком покрету је село било наклоњеније у току рата. Док једни наводе да је Струганик било четничко село, има и оних који тврде да су Струганичани током рата били више наклоњени партизанском покрету. Познато је да су још 1941. године, Драгиша Каљевић и Живојин М. Мишић били у партизанским јединицама. Према Сретену Читаковићу, партизанском првоборцу и истакнутом илегалцу, 17 житеља села је помагало партизане.
Нови, револуционарни органи власти, у Струганику су формирани током 1944. године када је основан Месни народноослободилачки одбор, који се касније трансформисао у Месни народни одбор Струганик и који је од априла 1947. године био у саставу љишког среза. Укинут је законом априла 1952. и припојен НО општине Горња Топлица (Ракари). Откад је укинута ова општина, Струганик је у саставу мионичке општине. У току свог постојања, овим двама одборима председниковало је шесторо, а функцију секретара обављало двоје људи. У Међуопштинском историјском архиву у Ваљеву чува се Фонд Месног народног одбора Струганик.
У црквено-административном смислу Струганик припада Ваљевској епархији, архијерејском намесништву колубарском са седиштем у Мионици, тј. рибничкој парохији намесништва. Седиште парохије је Храм апостола Петра и Павла у Паштрићу. Сеоска преслава је Мали Спасовдан.

## Становништво

### Порекло становништва
Антропогеограф Љубомир Павловић, у својој књизи Колубара и Подгорина из 1907. године, навео је да су „Шутуљићи — Шутуље” најстарија породица у селу, да су досељени — „још од некада” — из Ђакова у Старој Србији и да славе Светог Ђурђа. Првобитно су били настањени у близини изворишног дела Станине реке, на левој обали. Милораду Радојчићу, аутору књиге Завичај Војводе Мишића, овај поменути податак је потврдио и Драгиша Милутиновић, пензионер из Струганика. Према његовом казивању прво су се доселила два брата: Ђурица и Милутин Мијатовић. Пошто је овај први био ћутљив (шутљив) човек, мештани га прозваше „Шутом”, а његове потомке Шутуљама, од чега је касније изведено презиме Шутуљићи. Део ове породице кориговао је своје презиме, па се сада презивају Шутулићи. По Милутину, његови потомци се називају Милутиновићи. Занимљиво је да Љуба Павловић не наводи њихово порекло, иако бележи да постоје. Чак се зна да је Милутин имао сина Ђуру, по коме су се неко време презивали и Ђуричићи. Они славе празник Ђурђевдан.
Станишићи су се овде доселили пред крај 17. века, а воде порекло од породице Колачке из Никшићке жупе, а славе Лучиндан. Павловић наводи да су после Шутуљића најстарија породица у селу и да су им сродници Спасојице у Гуњици и Колаци у Бобајићу.
Почетком 18. века, пред почетак аустријске окупације, из Старог Влаха досељавају се Каљевићи који воде порекло од истоимене породице из села Тепаца под јужним обронцима Дурмитора у Дробњацима. Има их доста у Ужицу и околини. Славе празник Томиндан и дуго су били најмногољуднија породица у селу. Од Каљевића су потекли Мишовићи или Мишићи. Презиме су добили по Миши Каљевићу. Забележено је да су се неки од њих помињали и по презименима Лучићи (по Луки Каљевићу) и Живковићи по (Живку Каљевићу). Заједно са Каљевићима, па и Мишићима, овде су стигли и преци данашњих Марковића, који славе Томиндан. Сви они су били настањени с обеју страна пута Мионица—Сувобор.
У то време у Струганик долазе и преци овдашњих Пауновића и Матијевића, који потичу из Куча у Црној Гори и славе Томиндан. Скоро истовремено у село долазе и Мачури, данашњи Николићи, који воде порекло из истоименог села и братства у Кучима. Наводно је њихов родоначелник (Никола), добио надимак „Мачур”, јер кад год су Турци долазили да сакупљају данак он је говорио да нема да им дȃ и да би само желио да мази мачку. Резигнирани због тога, они су га укорили јер ништа није радио (већ само мазио мачку) те прозвали „Мачуром”. Они славе Ђурђевдан и Секованије. Настањени су на десној обали Копљанице.
Арнаутовићи су стигли у доба Првог српског устанка — тачније — у време Карађорђевог похода на Сјеницу, а досељени су из Бихора у Старој Србији. За њиховог претка Павловић наводи да је досељен као чобанин код Шутуља и да су га они и оженили и окућили поред себе. Ломе колач о Ђурђевдану, а славе Марковдан.
Поповићи су из суседне Планинице; свештеничка породица која такође слави Ђурђевдан. Наводно су дали девет попова, а последњи је био стари Јова Поповић, рибнички парох сахрањен у порти рибничке цркве, који је око 1830. године прешао у ово село. Део ове породице одселио се у колубарски Табановић.
Преци Миј(х)аиловића досељени су из Горњег Лајковца од Грезалаца, а славе Ђурђевдан. Предак Милосављевића (којих више нема у Струганику), дошао је из Бистрице код Прибоја. Његови преци су причали да се спустио низ Бабинску разуру и призетио у Станишиће. Они су славили Лучиндан.
Радојчић у својој књизи наводи да, поред ових, постоје још две породице Петровића (једни славе Томиндан, а други Лучиндан) те породица Радојчићи чији се предак из Берковца призетио у Михаиловиће (славе Јовањдан). Симићи, који такође воде порекло из Берковца, славе Ђурђевдан; Стевановићи славе Ђурђевдан и Секованије, а Гулићи су дошли као избеглице из Лике.
По завршетку Другог светског рата, више породица се иселило у Банатски Брестовац, а десетак година касније многи су отишли у Београд и запослили се у ГСП. Зато се све чешће чује да Струганичана има више у „белом свету” него у родном селу.

### Развој становништва
Према харачким тефтерима из 1818. године, Струганик је имао 15 домова са 19 породица и 42 харачке главе. У попису из 1834. године, бележи се 14 кућа са 118 душа, 76 плугова за орање, 112 кȏсӣх ливаде, десет и по мотика винограда и 4.010 стабала шљиве, док је на попису из 1866. године било 25 домова са 261 становником.
На наредним пописима, број становника се кретао на следећи начин (годишњи прираштај становништва од 1866. године био је 4,77, а процентни 1,48%):
- 1874. године — 28 домова и 278 становника
- 1884. године — 35 домова и 323 становника
- 1890. године — 41 дом и 352 становника
- 1895. година — 41 дом и 359 становника
- 1900. године — 49 домова и 413 становника[1][19]

Као и већина колубарских насеља, Струганик је 1948. године имао највећи број становника, и то 557. Након те године, број становника опада (в. табелу испод).

## Демографија
У насељу Струганик живи 228 пунолетних становника, а просечна старост становништва износи 43,1 година (41,9 код мушкараца и 44,6 код жена). У насељу има 79 домаћинстава, а просечан број чланова по домаћинству је 3,49.
Ово насеље је великим делом насељено Србима (према попису из 2002. године), а у последња три пописа, примећен је пад у броју становника.
|             | \| Демографија[43] \| Демографија[43] \| Демографија[43] \| \| Година \| Становника \| Становника \| \| --------------- \| --------------- \| --------------- \| \| 1948. \| 557 \| \| \| 1953. \| 542 \| \| \| 1961. \| 465 \| \| \| 1971. \| 391 \| \| \| 1981. \| 343 \| \| \| 1991. \| 290 \| 290 \| \| 2002. \| 276 \| 279 \| \| 2011. \| 204 \| \| |            |
| Демографија | |            |
| Година      | Становника | Становника |
| 1948.       | 557 |            |
| 1953.       | 542 |            |
| 1961.       | 465 |            |
| 1971.       | 391 |            |
| 1981.       | 343 |            |
| 1991.       | 290 | 290        |
| 2002.       | 276 | 279        |
| 2011.       | 204 |            |

| Етнички састав према попису из 2002.‍ | Етнички састав према попису из 2002.‍ | Етнички састав према попису из 2002.‍ | Етнички састав према попису из 2002.‍ | Етнички састав према попису из 2002.‍ |
| ------------------------------------ | ------------------------------------ | ------------------------------------ | ------------------------------------ | ------------------------------------ |
|                                      |                                      |                                      |                                      |                                      |
| Срби                                 | Срби                                 |                                      | 269                                  | 97,46%                               |
| непознато                            | непознато                            |                                      | 6                                    | 2,17%                                |

| \| \| м \| \| \| ж \| \| ? \| 4 \| \| \| 2 \| \| > 80 \| 1 \| \| \| 4 \| \| 75—79 \| 2 \| \| \| 8 \| \| 70—74 \| 12 \| \| \| 4 \| \| 65—69 \| 14 \| \| \| 16 \| \| 60—64 \| 12 \| \| \| 9 \| \| 55—59 \| 9 \| \| \| 9 \| \| 50—54 \| 7 \| \| \| 8 \| \| 45—49 \| 12 \| \| \| 11 \| \| 40—44 \| 13 \| \| \| 6 \| \| 35—39 \| 7 \| \| \| 6 \| \| 30—34 \| 8 \| \| \| 6 \| \| 25—29 \| 7 \| \| \| 9 \| \| 20—24 \| 7 \| \| \| 10 \| \| 15—19 \| 7 \| \| \| 6 \| \| 10—14 \| 5 \| \| \| 5 \| \| 5—9 \| 7 \| \| \| 4 \| \| 0—4 \| 12 \| \| \| 7 \| \| Просек : \| 41,9 \| \| \| 44,6 \| |      |  |  |      |
| |      |  |  |      |
| | м    |  |  | ж    |
| ? | 4    |  |  | 2    |
| > 80 | 1    |  |  | 4    |
| 75—79 | 2    |  |  | 8    |
| 70—74 | 12   |  |  | 4    |
| 65—69 | 14   |  |  | 16   |
| 60—64 | 12   |  |  | 9    |
| 55—59 | 9    |  |  | 9    |
| 50—54 | 7    |  |  | 8    |
| 45—49 | 12   |  |  | 11   |
| 40—44 | 13   |  |  | 6    |
| 35—39 | 7    |  |  | 6    |
| 30—34 | 8    |  |  | 6    |
| 25—29 | 7    |  |  | 9    |
| 20—24 | 7    |  |  | 10   |
| 15—19 | 7    |  |  | 6    |
| 10—14 | 5    |  |  | 5    |
| 5—9 | 7    |  |  | 4    |
| 0—4 | 12   |  |  | 7    |
| Просек : | 41,9 |  |  | 44,6 |

| Година пописа     | 1948. | 1953. | 1961. | 1971. | 1981. | 1991. | 2002. |
| ----------------- | ----- | ----- | ----- | ----- | ----- | ----- | ----- |
| Број домаћинстава | 98    | 99    | 104   | 96    | 83    | 85    | 79    |

| Број чланова      | 1  | 2  | 3  | 4 | 5  | 6 | 7 | 8 | 9 | 10 и више | Просек |
| ----------------- | -- | -- | -- | - | -- | - | - | - | - | --------- | ------ |
| Број домаћинстава | 14 | 18 | 14 | 5 | 15 | 5 | 5 | 3 | 0 | 0         | 3,49   |

| Пол    | Укупно | Неожењен/Неудата | Ожењен/Удата | Удовац/Удовица | Разведен/Разведена | Непознато |
| ------ | ------ | ---------------- | ------------ | -------------- | ------------------ | --------- |
| Мушки  | 122    | 30               | 75           | 13             | 3                  | 1         |
| Женски | 114    | 12               | 72           | 25             | 3                  | 2         |
| УКУПНО | 236    | 42               | 147          | 38             | 6                  | 3         |

| Пол    | Укупно                    | Пољопривреда, лов и шумарство | Рибарство                            | Вађење руде и камена | Прерађивачка индустрија       |
| ------ | ------------------------- | ----------------------------- | ------------------------------------ | -------------------- | ----------------------------- |
| Мушки  | 89                        | 60                            | 0                                    | 0                    | 4                             |
| Женски | 68                        | 60                            | 0                                    | 0                    | 4                             |
| Укупно | 157                       | 120                           | 0                                    | 0                    | 8                             |
|        |                           |                               |                                      |                      |                               |
| Пол    | Производња и снабдевање   | Грађевинарство                | Трговина                             | Хотели и ресторани   | Саобраћај, складиштење и везе |
| Мушки  | 1                         | 17                            | 1                                    | 1                    | 2                             |
| Женски | 0                         | 1                             | 0                                    | 0                    | 0                             |
| Укупно | 1                         | 18                            | 1                                    | 1                    | 2                             |
|        |                           |                               |                                      |                      |                               |
| Пол    | Финансијско посредовање   | Некретнине                    | Државна управа и одбрана             | Образовање           | Здравствени и социјални рад   |
| Мушки  | 0                         | 0                             | 1                                    | 0                    | 0                             |
| Женски | 0                         | 1                             | 1                                    | 0                    | 0                             |
| Укупно | 0                         | 1                             | 2                                    | 0                    | 0                             |
|        |                           |                               |                                      |                      |                               |
| Пол    | Остале услужне активности | Приватна домаћинства          | Екстериторијалне организације и тела | Непознато            | Непознато                     |
| Мушки  | 0                         | 0                             | 0                                    | 2                    | 2                             |
| Женски | 0                         | 0                             | 0                                    | 1                    | 1                             |
| Укупно | 0                         | 0                             | 0                                    | 3                    | 3                             |

## Привреда
Становници Струганика се баве сточарством, воћарством и експлоатацијом камена. Мештани имају обиман сточни фонд. Стоку су раније преко зиме држали по суватима и испустима сеоских и приватних имања. У сточни фонд су у прошлости убрајане: свиње, овце, говеда, козе и коњи. Последњих деценија све више гаје малину и друго јагодичасто воће. У селу је почео да се развија и етно-туризам, у коме бројна домаћинства села, премда се тренутно не баве њиме, виде перспективу даљег развоја економије. Према званичној „Стратегији за развој општине Мионица” из 2008. године, због важног културно-историјског споменика који се налази на његовој територији — спомен-музеја, Струганик има важну улогу у развитку туристичких потенцијала целе мионичке општине, а спомен-музеју се у овом темељном стратешком документу придаје значајна важност.
Одвајкада Струганичани су се бавили и пчеларством, а неки од њих и веома успешно. Радојчић наводи да је домаћин Драгољуб Милутиновић својевремено држао и до 130 кошница ђерзанки и 20 вршкара од којих је добијао и до пет тона меда.
Старосна структура села изнесена у демографским подацима, са све више старог и све мање младог становништва (у дугорочној перспективи, у будућности), представља велико развојно ограничење за село.

### Експлоатација камена

#### Историја
Академик Милан Ђ. Милићевић је забележио:
| „ | На месту Перову Брду, опет у срезу колубарском, находе се камене плоче за литографију, тако добре, каквих има још само на једном месту у Европи. Штета је што је то место далеко од Саве, па је превоз доста тежак и скуп. | ” |

Према народном предању, масовније вађење камена којег Милићевић помиње почело је у 18. веку, за време аустријске окупације, а наводно га је спроводила нека италијанска компанија под управом извесног Пијетра Домика. Пошто су мештани дотичног звали „Пјер”, то је и брдо где се експлоатација одвијала названо Пјерово или Перово брдо. Овде су биле подигнуте и бараке у којима су живели радници који су вадили и обрађивали камен.
Надаље се у сачуваним записима наводи да је интензивнија експлоатација камена почела 1857. године у организацији Леонарда Пјера, а на иницијативу окружног инжењера из Ваљева, Стевана Ђуричића. Тада је на имању Мишића и Маљевића отворен рудник литографског камена, који је обрађиван у плоче и коришћен за патосање тротоара, црквеног пода и приватних кућа, а касније и за израду белегије и тоцила. Ђуричић је 1863. године добио концесију за експлоатацију овог камена, но није познато да ли ју је и користио.
Осамдесетих година 19. века, каменолом је добио новог власника — Мату Ненадовића, унука славног Проте Матије Ненадовића и тадашњег председника Ваљевске општине. Према „Фонду Министарства унутрашњих послова” из 1898. који се чува у Архиву Србије, крајем 19. и почетком 20. века, каменолом је био у власништву Алфреда Лебера, док је 1905. године припадао велепоседнику из Београда — Раши Милошевићу — који повластице преноси на Друштво за индустрију глине, камена и другог материјала „Монтена” из Београда. Долазак планиране и систематске експлоатације камена је утицао и на саме мештане да се и они изуче у овој професији, па је тако Павловић забележио да је скоро сваки сељак имао свој алат и радионицу те се бавио обрадом и израдом различитих предмета од камена у сврху продаје.
Индустријско обрађивање струганичког камена почело је 1927. године. Након Другог светског рата и успостављања нове друштвенополитичке парадигме, струганички каменоломи најпре одлазе у руке мионичког предузећа „Грађевинар”, да би крајем 1965. године — на локацији бившег предузећа „Тика Марић” — било основано ново друштвено предузеће „Колубара”. Унутар овог предузећа је годинама постојала основна организација удруженог рада назива „Струганик” која се бавила експлоатацијом камена. Касније је основана ГРО „Колубара” која је запошљавала преко 100 радника. Након 1990. године, из ње су настала два предузећа: „Колубара—Мионица” и „Колубара—инжењеринг”, са седиштем у Београду. Након ове поделе дошло је и до даљих и других трансформација, док су у међувремену каменоломи приватизовани. Према писању Политике, отварање тржишта и приватизација учинили су да експлоатација камена постане једна од најуноснијих грана привреде у селу, с обзиром на то да је велики број мештана сам постао власник каменолома и радионице за обрађивање. Званична Стратегија за развој општине Мионица наводи да индивидуална експлоатација у оквиру појединачних газдинстава ни изблиза не искоришћава потенцијале који се могу остварити на овом пољу привреде, те да је простор за напредак велик.
Литографски камен из Струганика приказиван је на великој привредној изложби у Паризу 1900. године, када је освојио другу награду, одмах иза чувеног камена из Золнхофена у Баварској. Плоче од струганичког камена су коришћене при облагању бројних знаменитих грађевина, па тако и дела Меморијалног центра „Јосип Броз Тито”, при обнови будванског Старог града, поплочавању пијаце Зелени венац; међутим, најлепше за облагање зграде бечке опере 1861. године. Постоје и тврдње да су неке улице и тргови у Дубровнику покривени овом плочом. У јавности се често чује опаска да је „струганички камен познатији у свету него у самој Србији”. Графички одсек Факултета примењених уметности у Београду иницирао је масовније коришћење овог камена за литографију, која је пак и сама у Србији поприлично занемарена.

#### Камен и каменорезање
Постојање обрадивог камена на територији села условило је и настанак и развијање каменорезачке делатности код мештана. Док једни издају у закуп рудна поља камена, други се баве његовом обрадом и продајом. У почетку је експлоатација била веома примитивна — вршена помоћу штангли, крампова, маљева и великих чекића — но касније се прелази на сечење и глачање. Радом у каменоломима многи мештани стичу знање вађења и обраде камена, па је тако након затварања друштвеног предузећа „Колубара” један број Струганичана искористио ово знање и отворио своја приватна каменорезачка предузећа. Данас на простору целе мионичке општине постоји негде око 70 каменолома који се баве експлоатацијом онога што се назива „струганички камен”. Сви они праве плоче различитих облика, дебљине и величине, које се углавном режу дијамантским тестерама уз стално квашење водом. Традиција обраде камена сачувана је у породицама Марковића, Каљевића и Поповића. Историја села познаје пар чувених мајстора овог заната, као што су Димитије и Љубомир Марковић, Драгољуб, Радован и Слободан Поповић и други.
Струганички камен је кречњак који петролошки одговара лапорцима, глиновитим кречњацима и кречњацима (микритски и алохемијски). Обично је слојевит, танкоплочаст или банковит. Сама струганичка плоча, настала обрадом камена, дебљине је од 1 cm до 8 cm. Користи се као природно ломљени мозаик и резана плоча. Доминантна боја плоче је жута, премда незнатно их има и небеско плаве боје. Површина је рељефаста или потпуно равна. Највише се користи за израду стаза, степеница, облагање зидова и цокли. Што се тиче квалитета струганичког камена, на основу резултата статистичке анализе физичко-механичких својстава, може се закључити да квалитет струганичког кречњака задовољава већину захтева националног стандарда за примену плоча за унутрашња и спољашња, вертикална и хоризонтална облагања. Отпорност на хабање је једини фактор који лимитира примену кречњака као украсног камена.

### Задругарство
У својој антропогеографској студији из 1907. године, Павловић наводи да је у селу било више задруга — Шутуљића, Каљевића, Поповића и др. У Струганику је у току Другог светског рата (1943. године), основана „Струганичка земљорадничка, набављачка и продавачка задруга”. У почетку је била смештена у кући локалног продавача Светолика Арнаутовића, да би се касније неколико пута измештала са једне локације на другу, док није изграђен прикладни задружни дом.
Организационо, задруга је била сачињена од управног одбора, надзорног одбора и председника задруге. Имала је неколико запослених, укључујући и књиговођу. Премда је у почетку функционисала самостално — као независна — временом је припојена „Земљорадничкој задрузи Брежђе”, а након краћег времена „Земљорадничкој задрузи у Горњој Топлици”, која се затим спојила са београдском „Уљарицом”.
Од важности за заједницу села било је подизање задружничког дома. Наиме, иницијатива за подизање истог је покретана пар пута, а после спорова око места изградње — дом је напокон подигнут и налази се преко пута школе. Тренутно је у лошем стању, условљено гашењем задругарске делатности у селу са променом друштвенополитичког система у земљи. У дому су највише радили продавница и задружни магазин у коме су откупљивани пољопривредни производи и продавана средства за пољопривреду.

## Инфраструктура
Струја је у Струганик доведена 1967/1968. године, и то прво у Каљевиће и Шутуљиће, а касније и у друге засеоке. Мештани се водом снабдевају са копаних бунара и каптираних извора. Планирано је да се оваква ситуација превазиђе увођењем водоводног система, а у склопу ширег плана инфраструктуре за водоснабдевање општине Мионица. Од путне инфраструктуре, кроз село пролази асфалтирани пут Мионица—Равна Гора и у лошем је возном стању. Поред овог, у селу има и других асфалтираних, макадамских и пресутих путева. За њихово одржавање, мештани су у више наврата заводили самодоприносе у радној снази и новцу. Због своје туристичке важности за општину и њен развој од ове гране привреде, у званичној развојној стратегији општине предложена је изградња паркинг зона како би се удовољило овој потреби. Професор Милорад Васовић у својој књизи Подрињско ваљевске планине закључује да је управо слабо изграђена путна инфраструктура у и ка селу, условила привредну неразвијеност, неспецијализованост пољопривредне производње и њено неинтензивирање, односно гајење „свега по мало” и то за своје потребе, што је за последицу имало масован одлив младих са села.
У селу постоји продавница мешовите робе, као и противградна станица у којој раде два запосленика. Радојчић такође наводи да у селу постоји фарма за тов телади, особа која већ деценијама осемењује стоку, као и пунктови за откуп млека „Имлека” и „Шабачке млекаре”.
Прве телефонске везе у селу су успостављене 1989. године. У свом пословном плану за 2008. годину, компанија Телеком Србија А. Д. је предвидела покривање Струганика и других околних села фиксним бежичним решењима у телефонији, погодним за разуђена брдско-планинска подручја. Што се тиче мобилне телефоније, село је у целости покривено задовољавајућим нивоом сигнала оператера „Телеком Србија”, који дозвољава неометано коришћење свих расположивих услуга овог оператера, и на отвореном и у затвореном простору. Покривеност територије села, а и целе општине, сигналом оператера „Теленор” је незадовољавајућа, док сигнал оператера „Вип” уопште није постојан у селу.

## Школство
У Струганику до школске 1949/1950. није постојала основна школа, када је коначно основана и почела са радом у згради Мишовића кафане. До тада су ученици из Струганика ишли у школу у Рибницу или у Планиницу. Иницијатива за отварање школе покренута је 1947. године, када је основан и Грађевински одбор за изградњу исте, а 24. априла 1950. — на седници струганичког месног народног одбора — покренуто је и дискутовано питање зидања нове школске зграде. Касније је у ту сврху заведен и самодопринос мештана, да би напокон — шест година касније (1956) — била готова прва школска зграда. Изграђена је на брежуљку где су се у пролеће 1904. године скупили учитељи и ученици рибничке, брежђанске, мионичке и горњотопличке школе да би заједно прославили стогодишњицу Првог српског устанка. Овом пригодом постављен је и камен белег. (в. споменици)
У земљотресу који је погодио цели овај крај 1998. године, школа је значајно оштећена, но 2000. године темељно је обновљена и сада је готово нова. Школа је, у организационом смислу, одређено време функционисала као издвојено одељење Основне школе „Лука Спасојевић” из Горње Топлице, но касније долази до реорганизације те школа бива интегрисана са Основном школом „Милан Ракић” из Мионице, где и дан-данас ради као њено „истурено” одељење.
Школска зграда се састоји од две простране учионице, кухиње са трпезаријом, санитарног чвора и стана за учитеља. Струганичка школа је комбиновано одељење од 3 разреда (I, III i IV). У школској 2005/2006. години, наставу је похађало девет ученика, док их је у школској 2014/2015. било петоро. Као и већина сеоских школа, и ова струганичка пати од све мањег броја ученика, што прети да се једног дана образовна институција у селу угаси.

## Старине и знаменитости села

### Милутиновића конак
Најстарија грађевина у Струганику је Милутиновића конак, грађен око 1830. године. Градитељи су били цинцарски мајстори непознатог порекла. Основа грађевине је 10 m × 9 m, укупне површине 180 m², а сазидана је од камена; зидови су дебели око 80 cm. Конак има два подрума и високо приземље. Углавном је коришћена као гостински објекат, а у њој је спавао само старешина куће.
Конак је првобитно био покривен шиндром, али је преко ње 1973. године стављен цреп. Пошто је столарија добрим делом пропала, уграђени су метални прозори, који — пак — значајно нарушавају аутентичност грађевине. Због старости и нарочито због земљотреса, конак је у лошем стању. Грађен је у време када је Милета Милутиновић био старешина породице. Милета је био свињарски трговац који је продавао свуда, па и у Дубровнику. О угледу који је породица уживала сведочи и податак да је Милетин синовац Аћим био међу сватовима краља Милана Обреновића, чему сведочи и фотографија коју потомци и даље чувају. У двориште конака одавно је доведена изворска вода, укопавањем букових дасака које су потом покривене ћерамидом. Верује се да је овај мини-водовод постављен у време изградње, или непосредно након изградње конака.
Због своје старости и грађевинско-архитектонских вредности, стручњаци Завода за заштиту споменика културе из Крагујевца и Ваљева евидентирали су конак као значајан објекат и предложили да се стави под заштиту државе. Комисија за процену штете од земљотреса предложила је да се његова санација обави под стручним надзором. У конаку се налази икона која је донета из старе постојбине, односно околине Ђаковице када се ова породица доселила.

### Сеоске механе
Премда Струганик данас нема угоститељских објеката, у стара времена то није био случај. Према попису механа у Окружју Ваљевском објављеном 14. маја 1863. године, браћа Милета и Васиљ Ђуричић из села држали су механу у Горњем Лајковцу. Према класификацији начињеној за сврхе пописа, спадала је у другу класу и налазила се поред пута Ваљево—Ужице, а састојала се из кафанског простора, собе и хлебне фуруне. Поред овога, у документима пописа наводи се да је смештена под планином, далеко од других кафана и да је „треба задржати”.
Поред овога, у Струганику је радила и Мишовића (Мишића) механа — мејана. Наводи се да је крајем 19. века била у власништву Ивка Мишовића — Мишића, трговца из села, а рођеног брата славног војводе Живојина Мишића. Смештена крај пута Обреновац—Сувобор, била је саграђена од чврстог материјала (за разлику од горе поменуте Ђурчића механе) те је имала и шталу и башту. Према класификацији из пописа, спадала је у трећу класу и углавном је била издавана у закуп. Тврди се да су у њој боравили и напили се жандарми кад су пошли у потеру за чувеним хајдуком Бојовићем, „како би сакупили кураж”. Механа (зграда механе) постоји и данас, али није у употреби већ више од двадесет година и све више пропада.
Поред наведене две, од тридесетих година 20. века до почетка Другог светског рата, на брду Баћенцу била је и кафана чији је власник био Радисав Стефановић (Николић) звани Бујка, због чега је ова кафана позната и као Стефановића или Бујкина кафана (барака). Овај кафеџија је пре наведене, држао и кафане у Горњој Топлици (Пироћанчева кафана) и Струганику (Мишовића кафана). Милорад Радојчић наводи да су у овој кафани одседали каравани Рудничана са својом робом коју су терали на пијаце, док је сваког Божића испред ње одржаван вашар.

### Споменици
На месту где се данас налази зграда основне школе у селу, наставници и ученици основних школа у Рибници, Мионици, Брежђу и Горњој Топлици — 18. маја 1904. окупили су се како би прославили стогодишњицу Првог српског устанка, при чему је подигнуто и пригодно спомен-обележје у виду каменог белега који и данас постоји.
Испод столетних липа у дворишту школе, налази се камени сто над којим је свештеник држао молитву за напредак села. До 1950. године, одатле се на дан сеоске преславе кретала литија која је обилазила село и молила се Богу да га [село] заштити од временских непогода. На овом месту су на дан преславе (као и 7. јула) организовани вашари.
Поред ова два наведена, у Струганику се налазе и друга спомен-обележја. У центру села, крај пута за Равну гору и недалеко од бивше Мишића (Мишовића) кафане, налази се спомен-биста војводи Живојину Мишићу, дело Вељка Форцана. Биста, постављена на виском бетонском постаменту, окружена је паркићем који годинама одржавају ученици основне школе.

### Спомен-Музеј
У Струганику се налази родна кућа војводе Живојина Мишића, која се због своје историјске вредности убраја у споменике културе од великог значаја, а чију поставку реализује Народни музеј у Ваљеву. Кућа представља споменик српске културно-историјске прошлости са двојаким својством: историјским и етнографским; првим као родна кућа прослављеног војсковође, а другим као споменик народног градитељства. Пространа је троделна грађевина (16 m × 12 m) са подрумом, типа брвнаре, а саграђена је почетном 19. века и представља праву реткост сачуване задружне куће у планинским селима Колубаре.
На кући су седамдесетих и крајем осамдесетих година прошлог века изведени опсежни рестаурацијски радови, док је двориште куће (у ком се налазе амбар, вајат, чардак, млекар, пољска фуруна итд.) ограђено прошћем. Због оштећења насталих услед земљотреса 1998. године, почетком 2000-их кућа је наново санирана. На списак (законом заштићених) споменика културе од великог значаја доспела је 1974. године, док је од 1987. целокупан комплекс отворен за посетиоце. Унутар спомен-комплекса налази се тематска поставка која приказује Живојина Мишића током историјских збивања крајем 19. и почетком 20. века, са акцентом на оне догађаје у којима је војвода одиграо значајну улогу. Спомен-комплекс сваке године посети више хиљада посетилаца, превасходно ученика средњих и основних школа кроз школске екскурзије. Пут који води до војводине куће био је, низ година, у веома лошем стању, док је данас то уређен пут пресвучен асфалтом, са паркингом испред дворишта.

### Гробље и капела
Заједничко сеоско гробље налази се на месту званом „Ледињци”. Испарцелисано је по породицама, али се слабо одржава. Око 1960. године, Миленија Марковић је финансирала подизање гробљанске капеле озидане каменом. Тридесетак година касније, капела је покривена вештачким црепом, а пут до гробља је посут ризлом.

## Занимљивости
Као занимљивост и куриозитет из историје Струганика се, из данашње перспективе, може оценити један догађај који од 8. марта 1898. године, а који се може подвести под наслов „злокобно бајање”. Наиме, према извештају начелника Округа ваљевског Министарству унутрашњих послова, увече — поменутог датума — пред кошару мештанина Ђуре Шутуљића су дошли његова жена, снаха, син и слуга. Две жене су одсекле две гљиве са дрвета, избушиле их и у њих гурнуле воштане свећице. Свећице су поставиле са једне и са друге стране прага од кошаре и упалиле их. Затим су узеле један кантар и преполовиле га на две половине које су поставиле са обе стране врата. Уз ово су, на сваку страну, ставиле и по сврдло. Упаљене свеће су се повијале по ветру, а жене су из авлије потерале овце и јагњад у кошару. У стаду је било 65 оваца и 35 јагњади. Након утеривања, почеле су нешто неразговетно да говоре, да „мрморе”. Врачале су да им се стока плоди и да не болује ни од каквих болести. Након обављеног ритуала, затвориле су врата од кошаре и отишле у колибу — удаљену око десетак метара — да вечерају.
Одједном, током вечере изненада је засијала јака светлост. Изашавши напоље, имало се и шта да види: кошара саграђена од врљика и кровине била је сва у пламену. Страховита ватра је прогутала целу кошару и само се чуо болан глас оваца и јагањаца. Напослетку, све је изгорело, а „остао је само пепео Ђуриног муком стицаног домазлука”.

## Галерија слика
- Родна кућа војводе Живојина Мишића
- Вајат
- Помоћни објекат у дворишту
- Магаза
- Чардак у дворишту куће
- Вајат за млади брачни пар у дворишту
- Унутрашњост вајата
- Унутрашњост једне од помоћних зграда
- Унутрашњост подрума
- Игра светлости